# No soy Stiller

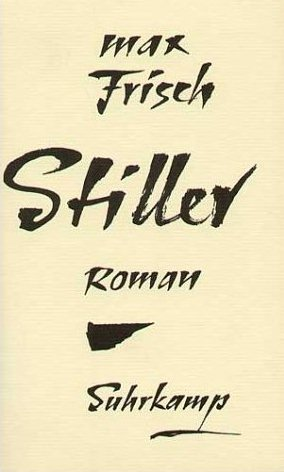
Sobrecubierta de la primera edición de la novela en 1954.

No soy Stiller es una novela del escritor suizo Max Frisch, publicada en 1954. El narrador en primera persona, que se hace llamar White, es arrestado porque se cree que es el escultor desaparecido Anatol Stiller. En prisión, White intenta demostrar en sus diarios que él no es Stiller. Le cuenta a su guardia historias de aventuras en las que se acusa a sí mismo de múltiples asesinatos. La bailarina Julika, que tuvo un matrimonio difícil con Stiller, se convierte en su compañera, y el fiscal Rolf, con cuya esposa Stiller tuvo una aventura, se convierte en su amigo.
Los temas de la novela son la cuestión de la imagen y la identidad extranjeras, la insuficiencia del lenguaje para describir la realidad, la relación entre un hombre y una mujer en dos matrimonios y la crítica a Suiza. Lo formalmente inusual es la forma del diario y las numerosas historias incluidas en la novela, que pueden leerse como parábolas e interpretarse desde la perspectiva de la psicología profunda. Frisch hace referencia entre citas a influencias de la cultura y la literatura, así como a sus experiencias de viajes por México y Estados Unidos.
No soy Stiller ayudó al autor en su avance literario. La novela fue recibida con entusiasmo por los críticos literarios y se convirtió en un éxito de ventas. Como resultado, Frisch abandonó su profesión de arquitecto y se dedicó por completo a escribir.

## Argumento
"¡No soy Stiller!" Con estas palabras, el narrador en primera persona, que tiene pasaporte estadounidense al nombre de James Larkin White, se defiende de su arresto al entrar en Suiza. Allí se cree que es el escultor suizo desaparecido Anatol Ludwig Stiller, identidad que White niega persistentemente. Aunque conocidos y amigos lo identifican como el mismo Stiller, él reacciona ante ellos como un extraño que nunca ha oído hablar del famoso escultor. De qué se acusa a Stiller sigue siendo confuso. Su desaparición ya genera especulaciones sobre una posible actividad de espionaje. La constante negativa de White a ser el conocido Stiller alimenta aun más las sospechas, al igual que su apasionada crítica a Suiza. Por lo tanto, White permanece detenido en una prisión de Zúrich por el momento, donde sólo su guardia Knobel está dispuesto a aceptarlo como el trotamundos viajado que White pretende ser. El guardia escucha con atención las anécdotas de White, historias de aventuras salvajes en México y Estados Unidos, que se vuelven cada vez más coloridas y contradictorias e incluyen varios asesinatos que el prisionero afirma haber cometido en el extranjero. White también afirma haber asesinado a su esposa, aunque restringe que también hay asesinatos del alma que permanecen ocultos a la policía.
La esposa de Stiller, Julika Stiller-Tschudy, una ex bailarina de ballet que ahora dirige una escuela de danza, viaja desde París y también reconoce a su marido en el prisionero. Desde su perspectiva, se informa sobre la difícil relación de Stiller con Julika, dos personas que parecían unidas más por sus temores de no poder satisfacer a otras parejas que por su abierta voluntad de aceptarse y amarse mutuamente. Stiller considera que la causa de todos los problemas es su fracaso en la guerra civil española, en la que se unió a las Brigadas Internacionales menos por idealismo político que por cansancio de la vida, para demostrar en la primera prueba su incapacidad para la lucha armada. Cuanto más duró el matrimonio entre Julika y Stiller, más sufrió ella por su egocentrismo y él por su frialdad. Al final, Julika tuvo que abandonar a su amado ballet debido a la tuberculosis y retirarse a Davos para recibir tratamiento, mientras que Stiller, que se sentía constantemente agraviado por su esposa, huyó y tuvo una aventura. Cuando esto terminó, Stiller también dejó a su esposa enferma y permaneció desaparecido desde entonces.
Según la versión de Julika, White puede entender a Stiller tan poco como todos los que la rodean; y como lo hizo una vez Stiller, se siente atraído por la bella y distante Julika. Cuando él está fuera de casa, intenta acercarse a ella como a un extraño y no como un marido que ha reaparecido, pero ella, como todos, rechaza la identidad de Stiller. Incluso su abogado, el buen Dr. Bohnenblust intenta demostrarle por todos los medios que él es quien no quiere ser. En esta situación, el fiscal se convierte en su confidente más cercano y pronto en su amigo Rolf. Resulta que Rolf también está vinculado a la existencia anterior de Stiller, porque fue su esposa Sibylle con quien Stiller tuvo una aventura, lo que casi provocó la ruptura del joven matrimonio. Rolf, que siempre se había considerado una persona tolerante, también trató de comportarse con tolerancia con su esposa y, precisamente con su aparente indiferencia, la llevó cada vez más profundamente a los brazos de Stiller. Por culpa hacia su esposa enferma, evitó la consecuencia final, que en los sueños de Sibylle y Stiller habría significado un viaje juntos a París. Sólo cuando tuvo que ir a trabajar a la capital francesa y Julika pudo proporcionar una coartada incuestionable, Stiller estuvo dispuesto a emprender el viaje, a lo que entonces Sibylle se negó. Se separó de ambos hombres, intentó distanciarse durante unos meses en Estados Unidos y finalmente regresó con su marido Rolf.

Dr. Bohnenblust planea aprovechar una cita local en el estudio de Stiller para incitar a su cliente a "confesar" ser Stiller, también en interés de la pobre Julika, por la que el abogado toma partido repetidamente en contra de su cliente. Incluso recurre al frágil padre de Stiller para sacar a su cliente de su reserva. Sin embargo, esto sólo tiene éxito en la medida en que, en un ataque de ira, destruye el estudio y las antiguas obras de arte de Stiller. El desencadenante de su frenesí es la negativa de Julika a responder a su pregunta de si lo ama. Su participación en la farsa de su abogado le hace sentirse traicionado por ella. De vuelta en prisión, Stiller revela su historia por primera vez: después de su fallido romance con Sibylle y su ruptura con Julika, viajó como polizón a Estados Unidos e intentó quitarse la vida, pero sobrevivió a la bala. Después de la experiencia cercana a la muerte, decidió vivir una nueva vida. Pero en el juicio los hechos quedan claros: Stiller será sentenciado a volver a su antigua vida, es decir, a ser Stiller.

Glion, 1949

En el epílogo, Rolf, el fiscal, informa sobre la vida posterior de Stiller. Después del juicio, él y Julika se instalan en un chalet en ruinas en Glion, cerca del lago Lemán, donde Stiller descubre la cerámica y Julika trabaja como profesora de gimnasia rítmica. Rolf lo visita allí dos veces. Durante la primera visita se da cuenta de que el matrimonio de Stiller todavía está en crisis. Julika le cuenta, bajo el manto del secreto, que su enfermedad ha vuelto a estallar y que necesita ser operada lo antes posible, mientras Stiller elogia la supuesta salud de Julika. La operación no se menciona en la correspondencia durante mucho tiempo, pero cuando Rolf y Sibylle quieren visitar al matrimonio Stiller en Semana Santa, a Julika le acaban de extirpar parte del pulmón y Stiller está fuera de sí de miedo. Durante una larga noche habla con Rolf sobre su desesperada relación con Julika, quien nunca pudo corresponderle. Se culpa a sí mismo por destruir a Julika y teme que ella quiera morir. Por la mañana no puede visitar a su esposa en el hospital. Cuando Rolf y Sibylle asumen esta tarea, Julika ya ha muerto. Rolf reconoce la descripción de Stiller en su rostro muerto y sospecha que Stiller solo vio a Julika como una mujer muerta. Stiller toma la noticia con calma. Después del funeral de Julika, rara vez se puso en contacto con Rolf y desde entonces vivió solo en Glion.

## Forma y perspectiva narrativa
La novela consta de dos partes de amplitud diversa. La primera parte, titulada Notas de Stiller en prisión, está dividida en siete cuadernos. El autor es el narrador en primera persona, que se hace llamar White y lleva un diario en prisión. La segunda parte consta del Epílogo del fiscal. En él, Rolf informa sobre el destino de Stiller tras su liberación de la prisión. La referencia al diario que Stiller le envió el invierno anterior a la muerte de Julika da la impresión de que el fiscal actúa como editor de las notas de Stiller.
La narrativa en primera persona es la forma narrativa preferida de Frisch, que ha la refinado repetidamente hasta convertirla en novelas de diario o novelas tipo diario. En No soy Stiller, la forma del diario se basa en un malentendido: el abogado defensor da a su cliente la orden de escribir su vida, pero el cliente no escribe sus memorias, sino un diario, que suele utilizarse para anotar acontecimientos actuales y pensamientos, es decir, testimonio sobre el autor en el momento de presentar la transcripción. Esta es una primera señal de que el yo del diario no tiene un pasado que relatar.
Víctor Lindblom divide la narración sospechosa miméticamente poco fiable del protagonista en una ficción de Stiller y una ficción de White. Los dos mundos ficticios comparten algunas verdades ficticias, pero otras se contradicen (como el nombre del protagonista). Frisch hace que la ficción de Stiller sea mucho más creíble para el lector que la ficción de White, pero deja esta última abierta como posibilidad, por ejemplo cuando en el episodio en el dentista el patrón dental de White no coincide con la radiografía de Stiller. Esto permite al lector leer cada frase de la novela desde al menos dos perspectivas. A diferencia de la mayoría de los intérpretes que adoptan completamente la perspectiva de Stiller, según la cual White es, en última instancia, idéntico a Stiller, Lindblom también interpreta la novela desde la perspectiva de White, es decir, de una persona a la que se equipara erróneamente con el desaparecido Stiller, se resigna a vivir la vida de otra persona y tiene que repetir los errores de la misma.
Daniel Rothenbühler divide el yo del narrador en el yo pretendido (ficticio) de White y el yo oculto (latente) de Stiller. White (que sólo ha existido de esta forma durante dos años, desde el intento de suicidio de Stiller) es incapaz de escribir su vida. El yo ficticio sólo puedo informar del yo latente en la forma "él". Aunque el lector pronto identifica al narrador en primera persona y al personaje del título entre sí, la persona gramatical no corresponde con la persona real. Ningún Stiller escribe nunca sobre sí mismo en el diario, por lo que, según Paola Albarella, en las notas de Stiller sólo se cuenta el silencio de Stiller, como resistencia a decírselo a sí mismo. Los dos egos se entrelazan en las notas posteriores, especialmente en el número siete, con el informe sobre el intento de suicidio de Stiller, que lógicamente precede a la creación del ego diario. Horst Steinmetz reconoce aquí que el condenado tiene una relación renovada con su identidad Stiller.
Los siete cuadernos de Stiller están estructurados de la siguiente manera:
- En los números primero, tercero, quinto y séptimo, Stiller relata en forma de diario lo que vive durante su cautiverio y qué pensamientos tiene.
- Los números segundo, cuarto y sexto registran lo que le dijeron Julika, Rolf y Sibylle.

El resultado es una poliperspectiva, es decir, la acumulación de perspectivas en las que se cuentan determinados episodios. La historia de amor de Stiller con Sibylle se retrata desde la perspectiva de Julika, Rolf y Sibylle. Además, todas las perspectivas se comunican al lector a través del desvío de quien toma notas, quien sabe que ha experimentado los eventos él mismo y, por lo tanto, tiene su propia perspectiva sobre ellos. En el epílogo del fiscal, un ego periférico es la entidad narrativa; Rolf sólo está al margen de lo que informa.
El epílogo fue ampliamente criticado, sobre todo por Friedrich Dürrenmatt, quien lamentó que Frisch refutara al final del epílogo la “forma de un diario ficticio de una personalidad ficticia” y así lo aboliera. Horst Steinmetz no está de acuerdo, ya que el epílogo coincide formalmente con los cuadernos segundo, cuarto y sexto y, en cierto sentido, pone fin a las notas como octavo cuaderno. Después de la convicción y, por tanto, de la aceptación forzada del papel de Stiller, el yo del diario ya no podía expresarse. Sin embargo, su silencio sólo se hace evidente cuando otra persona, concretamente su amigo y fiscal, habla de Stiller y de su vida posterior.

## Cronología de la novela
Las notas de Stiller en prisión cubren un período de aproximadamente diez semanas en el otoño de 1952, y el epílogo del fiscal informa sobre los dos años y medio siguientes hasta la muerte de Julika en la Pascua de 1955. Lo que llama la atención aquí es la diferente escala en la que se cuenta la historia: Stiller cuenta la historia de una manera muy amplia, en cámara lenta, por así decirlo, mientras que Rolf lo hace en cámara rápida. Esto se debe a que la primera parte está diseñada como un diario que refleja la visión interior del interesado (Stiller/White), mientras que la segunda parte se cuenta desde fuera: el fiscal informa sobre otras personas. Entonces Frisch llama la atención sobre lo que Stiller/White tienen que decir sobre ellos mismos.
Las siguientes unidades de tiempo y acción se pueden observar dentro de la novela:
Antes de 1945: antecedentes y matrimonio con Julika
- 1936: Stiller como voluntario en la guerra civil española
- 1937: Primer encuentro con Julika
- 1938: Stiller y Julika se casan

1945: Historia principal: crisis matrimonial
- Verano de 1945: Julika en Davos; La historia de amor de Stiller con Sibylle
- Agosto de 1945: primera visita de Stiller a Davos
- Septiembre de 1945: Rolf se convierte en fiscal; Sibylle hace abortar al hijo de Stiller
- Noviembre de 1945: Stiller se separa de Julika y Sibylle.
- Diciembre de 1945: Sibylle viaja a Estados Unidos.

1946-1952: Stiller en Estados Unidos
- Principios de 1946: Stiller en Nueva York
- 1946-1952: Stiller vive en Estados Unidos y México
- 18 de enero de 1946: Asunto Smyrnov
- 1950: El intento de suicidio de Stiller en México

1952: Historia principal: Prisión
- Otoño de 1952: Arresto y prisión preventiva de Stiller

1952-1955: después del veredicto
- Invierno 1952/53: Stiller y Julika en Territet
- Febrero de 1953: Rolf y Sibylle visitan Territet
- Verano de 1953: Traslado al chalet de Glion.
- Octubre de 1954: Rolf visita Glion
- Otoño de 1954: Publicación de Stiller ]
- Invierno 54/55: Rolf todavía envía sus grabaciones
- Marzo de 1955: Operación Julikas; Visita a Rolf y Sibyl en Glion
- Lunes de Pascua: Muerte de Julika
- Después de la primavera de 1955: Transcripción del epílogo

## Interpretación

### Novela matrimonial
En la crítica contemporánea, a menudo se entendía a No soy Stiller desde la perspectiva de una novela matrimonial. Así la valoró Kurt Lothar Tank en el Sonntagsblatt : “En cuanto al material, No soy Stiller es una novela matrimonial de nuestro tiempo ambientada en un ambiente culto. La trama se centra en cuatro personas y sus relaciones entre sí. La trama principal, la relación entre Stiller y Julika, contrasta con una segunda pareja, el fiscal Rolf y Sibylle. Básicamente, esto constituye el trasfondo de “normalidad y promedio” en el que Stiller y Julika pueden destacarse. El conflicto en la relación entre Rolf y Sibylle surge de una comprensión diferente de la importancia de la monogamia y la fidelidad conyugal. Si bien inicialmente es el hombre quien se toma las libertades extramatrimoniales, la crisis en el matrimonio comienza en el momento en que la mujer también comienza una aventura con un “Pierrot del baile de máscaras” que resulta ser Stiller. Al principio, Rolf cree que puede abordar esto con una actitud generosa, pero finalmente se da cuenta de su error y adopta la visión de exclusividad de Sibylle, de lo que puede salvar su matrimonio.
La relación entre Stiller y Julika es más complicada porque ambos son personas más complicadas. La imagen que Stiller tiene de sí mismo -no sólo en el episodio de la guerra civil española- es de miedo y fracaso. No puede llegar a un acuerdo consigo mismo y no puede aceptarse a sí mismo. Julika, en cambio, se caracteriza –a pesar de toda su belleza superficial– por su frialdad emocional. Jürgen H. Petersen lo describe: “Lo que ella quiere es, paradójicamente, que Stiller no quiera nada de ella”. En un argumento final, Stiller revela por qué la eligió de todos modos: “Estaba enamorado de tu fragilidad [...], de tu mudez, lo que hizo que mi tarea fuera interpretarte y expresarte. ¡Qué tarea! […] Te hice mi prueba. Y por eso no podía dejarte. Hacerte florecer, una tarea que nadie había asumido, era mi pura locura”. Esta constelación debe ser desafortunada para ambas partes porque Stiller no puede vivir con sus sentimientos y Julika tiene que defenderse constantemente de ellos.
Jürgen H. Petersen califica la relación entre Stiller y Julika como “una relación desesperada en ambos sentidos de la palabra”. Es desesperada porque ninguno de los dos puede escapar de ella, ni siquiera Stiller en su nueva identidad como White, y es desesperada porque no puede tener éxito. Se puede usar un término como destino para esto, también se puede compararlo con el “ser arrojado” o el “ arrojar ” de la filosofía existencial, la situación de inevitabilidad humana. White-Stiller también lo dice dos veces: "La Sra. Julika Stiller-Tschudy es mi única esperanza y "Tú eres mi única esperanza, Julika, y eso es lo terrible". La última frase insinúa al menos si Stiller será capaz de reconciliarse consigo misma tras su muerte sin necesitar apoyo externo: "Stiller se quedó en Glion y vivió solo..."
En cuanto al género de la novela matrimonial, Hans Mayer lo limita: “'No soy Stiller' no es en absoluto una novela matrimonial en el sentido tradicional. ni una novela psicológica”. Más bien, ve a la novela “como una obra ligeramente paródica sobre el género de la novela matrimonial en la era de la reproducción”. Se refiere a la referencia inherente de la novela a las novelas matrimoniales del siglo XIX: “Mi amigo y fiscal me pregunta si conozco a Anna Karenina. Entonces: si conozco a Effi Briest. Finalmente: si no podría imaginar que el comportamiento del marido abandonado fuera diferente al descrito en estas obras maestras. Se refiere a uno más generoso y se mete en la historia..." Frisch revela aquí su propio truco como sucesor de grandes narradores: utiliza un topos literario y transforma las relaciones de sus personajes en un cliché. Los matrimonios simplemente imitan modelos literarios conocidos: “Las crisis matrimoniales como literatura revivida. La compulsión es el temor de Stiller”.

### Imagen e identidad
En su Diario de 1946 a 1949, Frisch formuló una idea central que recorre toda su obra: “No debes hacerte imagen, se dice, de Dios. También debería aplicarse en este sentido: Dios como lo vivo en cada persona, lo que no se puede captar. Es un pecado que, cometido contra nosotros, volvemos a cometer casi sin cesar, excepto cuando amamos." Frisch relacionó el mandamiento bíblico con la relación entre las personas. Sólo en el amor una persona está preparada para aceptar a su contraparte con toda su variabilidad y sus posibilidades inherentes. Sin amor, la gente captura a sus contrapartes y al mundo entero en imágenes prefabricadas. Una imagen que se ha congelado en un cliché se convierte en el pecado de una persona contra sí misma y contra los demás.
En la novela se hace referencia concreta a la prohibición de los retratos en dos lugares: primero el “veterano del sanatorio” a Julika, luego este último a Stiller: “Te has hecho una imagen de mí, me doy cuenta, una imagen acabada y final, y ahí se acaba todo.. Aparte de eso, puedo sentirlo, simplemente no quieres verme más. […] no en vano dicen los mandamientos: ¡No te harás imagen! Cada imagen es un pecado. Es exactamente lo opuesto al amor. […] Cuando amas a una persona, le dejas todas las posibilidades abiertas y, a pesar de todos los recuerdos, simplemente estás preparado para maravillarte, para maravillarte una y otra vez de lo diferente que es, de lo diversa que es y de que no es así, no es una imagen prefabricada como la que tienes de tu Julika ”.
En este contexto, la profesión de Stiller también es importante: es un escultor que, en lugar de vivir una vida plena, transforma la vida en arte. Como ella lo acusa, él convierte a su esposa Julika, que es su vida, en un simple jarrón y se comporta como Pigmalión. En este contexto, Walter Schmitz llama al retrato “una metamorfosis radicalmente negativa de la educación ”; el escultor simplemente solidifica imágenes en lugar de crear modelos para el desarrollo de la personalidad humana (por ejemplo, en el sentido de Goethe). La repetida autoacusación de Stiller de haber asesinado a su esposa también se puede trasladar al problema del retrato: con su retrato terminado destruye a la persona viva, lo que el fiscal también reconoce al final cuando recita la descripción que Stiller hace de ella en el lecho de muerte: "Así era exactamente como yacía en su lecho de muerte, y de repente tuve la tremenda sensación de que Stiller la había visto desde el principio sólo como una mujer muerta, y por primera vez también la conciencia profunda e incondicional de su pecado que ninguna palabra humana podría borrar."
Indirectamente, el problema del retrato también se puede aplicar al propio Stiller, es decir, a la cuestión de quién es realmente, cuánto se sobrepasa, cómo extraña su vida y cómo al final logra aceptarse tal como es. es. Para Frisch, cada persona tiene su propia individualidad única, que deriva de sí misma su justificación y debe ser realizada. En Digamos que me llamo Gantenbein dice: “La vida humana tiene lugar o fracasa en el ego individual, en ningún otro lugar En su Diario 1946-1949 presenta el proceso de autoaceptación y la posterior autorrealización como un acto de libertad, de elección: “La dignidad del hombre, me parece, consiste en la elección La elección de uno mismo no es un acto de una sola vez, sino que el verdadero yo detrás de las imágenes debe ser reconocido y elegido una y otra vez. Una elección personal fallida conduce a una alienación de las personas de sí mismas y del mundo. En Npo soy Stiller, Frisch formula el criterio de una vida real como “que uno se vuelva idéntico a uno mismo”. ¡De lo contrario nunca existió!”
"¡No soy Stiller!" Para Hans Jürg Lüthi, esta exclamación desesperada es “una expresión de la extrema alienación de una persona respecto de sí misma y del mundo”. La división de Stiller surge de una crisis de identidad. Pero ¿cómo puede Stiller volverse idéntico a sí mismo sin que la identidad se solidifique en una imagen y luego se osifique? Una de las frases clave de la novela, que Frisch vuelve a citar más tarde en Montauk, es: Mi miedo: la repetición…!” Stiller explica: “Todo depende de si logras no esperar tu vida fuera de la repetición, sino hacer de la repetición, de lo desesperado, tu vida por tu propia voluntad (a pesar de la coerción), reconociendo: ¡Este soy yo! Pero basta el más mínimo impulso, “y todo en mí es huida, huida sin esperanza de llegar a ninguna parte, sólo por miedo a la repetición”. Para Jürgen H. Petersen esta contradicción es irresoluble.
En el epílogo, Hans Jürg Lüthi ve que Stiller ha cambiado al menos parcialmente: su liberación de su propia imagen se demuestra en el hecho de que ya no tiene que convencer a otros de su valor y puede vivir dentro de los límites de la realidad. White destruyó el estudio de Stiller y él se contentó con la cerámica práctica. Su obra ya no es autorreferencial, sino un objeto lejano a él; su entorno ya no es una proyección, sino el mundo real. Pero un nuevo comienzo en su matrimonio con Julika sigue siendo imposible; su destrucción no se puede deshacer. Stiller logra liberarse del retrato y aceptarse en su insignificancia, pero fracasa ante la tarea de realizar su ego en su relación con Julika.

### El lenguaje y lo indecible
No sólo la crítica de la imagen impregna la obra de Max Frisch, lo mismo se aplica a la crítica del lenguaje. Según Arthur Zimmermann, Frisch escribe “como un autor que duda fundamentalmente de la escritura y quiere expresarlo en todo momento”. Para él, el lenguaje es un medio de abstracción que crea distancia con los seres vivos y, en última instancia, conduce a su petrificación. Es White quien dice en la novela: “Puedes contar cualquier cosa excepto tu vida real; - esta imposibilidad es la que nos condena a permanecer, como nos ven y reflejan nuestros compañeros, los que fingen conocerme, los que se dicen mis amigos y nunca me permiten cambiar, y cada milagro (lo que no puedo contar, lo indecible, lo que no puedo probar) - simplemente para poder decir: 'Te conozco'". Una consecuencia de esta crítica del lenguaje es la negativa de Frisch a dejar sin cambios lo que se ha dicho. Sus historias son siempre temporales hasta la próxima cancelación irónica.
En su Diario de 1946 a 1949, Frisch explica: “Lo importante: lo indecible, la blancura entre las palabras, y estas palabras siempre hablan de cosas menores que en realidad no queremos decir. Nuestra preocupación, la real, puede, en el mejor de los casos, parafrasearse, y eso significa literalmente: se escribe en torno a ella. Lo cambias. Se hacen afirmaciones que nunca contienen nuestra experiencia real, que sigue siendo indescriptible; […] y lo real, lo indecible aparece, en el mejor de los casos, como una tensión entre estas declaraciones.” Werner Stauffacher también ve los diarios de White en No yoy Stiller como "intentos inútiles de captar la realidad a través de palabras". White también lo reconoce cuando exclama: No tengo lenguaje para mi realidad!”
La analogía con la escultura ya se encuentra en el Diario 1946-1949 : “Como un escultor cuando empuña un cincel, el lenguaje actúa empujando el vacío, lo decible, contra el misterio, contra lo vivo. Siempre existe el peligro de hacer añicos el secreto, y también el otro peligro de detenerse prematuramente …] de no penetrar hasta su última superficie”. Según Stauffacher, el escultor Stiller no logra crear formas positivas de misterio y huye de este fracaso. Cuando regresa, como White, reconoce sus fracasos y los destruye. De esta manera espera descubrir nuevamente el secreto de los vivos. Al hacerlo, equipara la destrucción de las formas con el borrado de las imágenes en las que su entorno quiere capturarlo. Al final, el escultor se convierte en ceramista y sólo crea formas huecas que no captarán el secreto. Ha dimitido, sus aspiraciones artísticas han desaparecido.

### Historias en la novela
Uno de los diferentes niveles estilísticos con los que Frisch aborda lo indecible en la novela son las historias incrustadas, a menudo historias de aventuras, que, según Werner Stauffacher, arrastran al lector con su tensión, de modo que casi olvida la novela hasta que se despierta. y se da cuenta de que también sirven para expresar lo indecible. Para Franziska Schößler y Eva Schwab se trata de “fantasías de fuga compensatoria”, “fantasías masculinas” en las que Stiller expresa su anhelo de aventura, exotismo y éxtasis y se estiliza como el hombre que le gustaría ser, un pistolero pendenciero y lleno de energía que salva y conquista a una “hermosa mujer salvaje”. Según Michael Butler, Stiller quiere expresar su existencia única de forma indirecta y experimental en estas historias. Intenta preservar la visión de un nuevo yo frente a la imagen extraña de la sociedad. Cada historia individual es sólo una respuesta parcial a la pregunta de quién es el verdadero Stiller y, tomada por sí sola, una vez más lo convertiría en un retrato. Sólo todas las historias juntas muestran la multitud de posibilidades soñadas o realizadas y así se acercan a la verdad sobre su persona. Destacan en particular tres historias detalladas que pueden leerse en forma de parábolas : la historia de Isidoro, el cuento de hadas de Rip van Winkle y la Historia de la cueva. En cuanto a su género, son más bien una anécdota (Isidor), un cuento de hadas (Rip van Winkle), una historia de aventuras (Historia de la cueva) o una fábula (Little Grey).
White cuenta la historia del farmacéutico Isidor dos veces, primero en preparación para el encuentro con Julika y luego a ella misma en una versión diferente. Isidor es un hombre respetable de clase media baja, casado y tiene cinco hijos. Su vida estaría en “buen orden” si su esposa no fuera propensa a regañar. Un día esto le lleva a romper con su matrimonio. Isidoro se une a la Legión Extranjera, que se supone debe "hacer de él un hombre". Cuando regresa después de siete años y su esposa vuelve a regañarlo, le dispara a una torta con su revólver y vuelve a huir. Años más tarde todo se repite, Isidor finalmente renuncia a su familia y acepta el divorcio para que su esposa e hijos puedan vivir según las convenciones. En la versión para Julika, los disparos de pistola son reemplazados por estigmas (tomados de un sueño de White), que muestra Isidor. La acción activa se ha convertido en tolerancia pasiva. La historia pretende servir de advertencia a Julika sobre adónde podría llevarla su adherencia a viejos patrones de comportamiento, pero ella lo ignora y asume posteriormente cada vez más las preguntas de reprimenda de las que Isidor ha huido.
El cuento Rip Van Winkle, originalmente de Washington Irving, según Peter Gontrum, "causó una gran impresión en la imaginación de Frisch en obras distintas a las de No soy Stiller ". Hans Mayer la llamó “una de las células germinales de la novela de Stiller”. White se lo cuenta a su abogado como un “cuento de hadas americano” basado en una adaptación de Sven Hedin. El hecho de que Rip pueda ser equiparado simbólicamente con Stiller se desprende de la adaptación anterior del material de Stiller en la obra radiofónica Rip van Winkle, en la que el predecesor de Stiller, Anatol Wadel, se da a sí mismo el nombre de Rip van Winkle. El tratamiento que Frisch da al material convierte la leyenda en una historia atemporal en un entorno atemporal y se centra más en el cambio interno que en el externo. A pesar de un final diferente, la estructura básica (escape de casa, club de bolos, sueño de veinte años y regreso a casa) sigue siendo la misma. Tanto Rip como Stiller se atreven a empezar de nuevo después de una vida fallida dotándose de una nueva identidad. Pero mientras que el Rip cambiado puede vivir una vida como “un extraño en un mundo extraño” en un entorno cambiado, esto no es posible para Stiller en una Suiza sin cambios.

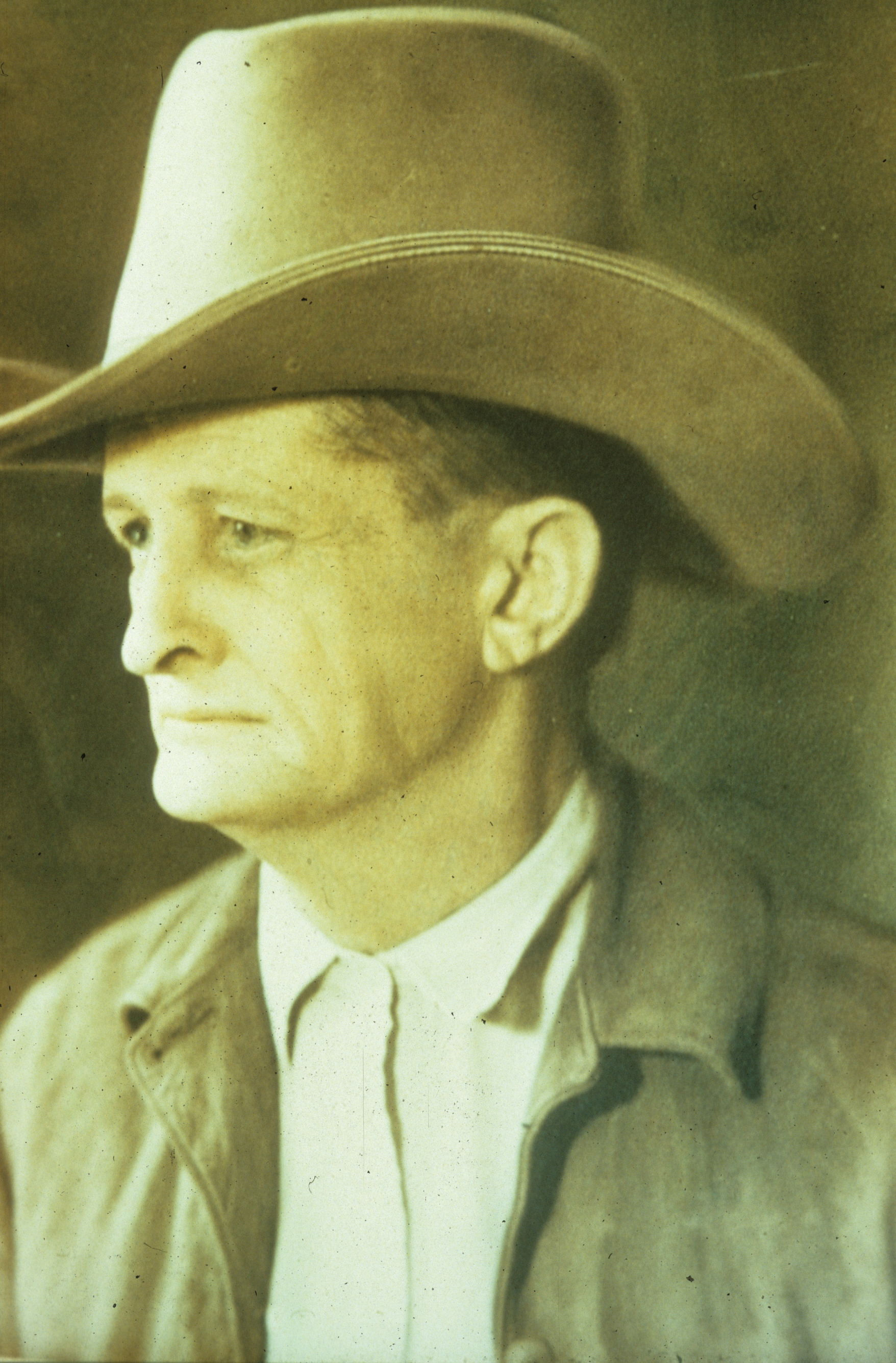
James Larkin White, explorador del Parque Nacional de las Cavernas de Carlsbad

White le cuenta la historia de la cueva a su guardián Knobel, que está sediento de historias de aventuras. Como vaquero en Estados Unidos, un día descubre una cueva de estalactitas que quiere explorar con su mejor amigo; ambos se llaman Jim. Se resbala y se rompe la pierna, White también resulta herido. Incapaces de salir juntos de la cueva, comienza una pelea a muerte entre ellos. Cuando White se jacta de un monumento al ganador, Knobel cuestiona su identidad por primera vez. White responde: "Pero lo que yo mismo experimenté, ya ves, fue exactamente lo mismo, exactamente". Sybille Heidenreich relaciona esto con la propia lucha de Stiller contra la muerte durante su intento de suicidio. De hecho, la historia se remonta a un vaquero de Texas que descubrió una cueva en Nuevo México a principios de siglo y cuyo nombre, James Larkin White, empleó Frisch para la novela. En su versión divide al White histórico en dos personajes, “Jim y Jim”, de modo que Hans Bänziger pregunta: “¿El señor White mata a Stiller o viceversa? En cualquier caso, un doble ha sido asesinado”. Gunda Lusser-Mertelsmann interpreta psicoanalíticamente la historia de la cueva según Carl Gustav Jung y encuentra en ella el “simbolismo de un renacimiento psicológico, una renovación espiritual”. La cueva simboliza “la profundización dentro de uno mismo de la que el individuo emerge como una nueva persona
Además de estas tres grandes historias, White cuenta un puñado de historias más pequeñas que también reflejan partes de su personalidad de forma parabólica. En la historia sobre el gato Little Gray, se expresa la culpa de Stiller hacia Julika. La historia de la mulata Florencia expresa el anhelo de ser diferente a aquello con lo que se nació. La historia del padrastro moribundo en el Bowery de Nueva York es otra metáfora de la culpa de Stiller. En última instancia, la historia de la guerra civil española es el punto de partida del miedo primario de Stiller al fracaso y la insuficiencia. Sus sueños también son significativos. En su Diario de 1946 a 1949, Frisch formuló: “Nuestra conciencia como el prisma refractivo que divide nuestras vidas en sucesión, y el sueño como la otra lente que lo recoge de nuevo en su todo original”. En sus sueños, Stiller ve a Julika como una víctima estigmatizada, pero también como una traidora. Tanto en las historias simbólicas como en sus sueños, Stiller intenta expresar en parábolas aquello para lo que no encuentra lenguaje: los problemas de identidad, de existencia y del miedo a la vida.

### Suiza
Para Walter Schmitz, Stiller es “una novela eminentemente suiza”, como lo demuestran las diferentes historias de recepción en Suiza y en el resto del mundo de habla alemana. Se trata de la novela de un “emigrante nacional”, una “ novela patria sin patria”, en la que Frisch presenta un modelo de sus experiencias como repatriado que intenta aclarar su posición entre el conflicto con las instituciones culturales de Zúrich y una adaptación al mercado cultural alemán. En su “doble poético” Stiller, Frisch delegó su propio compromiso idealista de larga data con su país de origen, en el que a menudo confundía los problemas privados con los sociales. Al igual que Suiza, Stiller también es “provincial […], es decir, sin historia” y se enfrenta al dilema de “cómo el aislamiento absoluto puede ser idéntico a la continuidad más profunda” (Søren Kierkegaard, del lema de la novela). Al final, Suiza y su crítico se reconcilian sarcásticamente: Stiller se muda a una "Schwyzerhüsli", que él describe como la "casa de nuestras vidas".
Sonja Rüegg describe el conflicto básico de la novela como el de un individuo y una sociedad, concretamente la sociedad suiza. El individuo ha sufrido una transformación mediante la cual cree que se ha convertido en otro y ya no es idéntico a la personalidad aceptada por la sociedad, al “rol” obligado. El propio cambio de White fortalece la creencia en la variabilidad de la sociedad y, por tanto, cuestiona el orden imperante. La sociedad (representada por algunos individuos) insiste en la inmutabilidad de su orden y su modelo. White seguirá siendo prisionero de Suiza mientras él o la sociedad no retrocedan en su posición.
Rüegg atribuye los personajes de la obra a estereotipos suizos. En el abogado de Stiller, Bohnenblust, White ve al típico suizo que es más un defensor de entorno que de su cliente. Está comprometido con el modelo suizo y no cuestiona sus normas, pero lo ve como un “país ideal” sin tolerar ninguna contradicción. Las críticas de White a Suiza lo perjudican personalmente porque sacuden los cimientos de su autoimagen como suizo. El amigo de Stiller, el arquitecto Rumpfenegger, es fundamentalmente más accesible, pero es un oportunista que se adapta en beneficio propio. Reacciona a las críticas de White a Suiza con jovial condescendencia. Rolf es el ciudadano educado que se integra en la sociedad y culpa exclusivamente al individuo del conflicto entre el individuo y la sociedad. Desactiva las críticas de White a Suiza para no tener que tratarlas con más detalle. Sibylle es una representante de la clase media. Está fascinada por la diferencia de Stiller (en comparación con su marido) sin desarrollar ningún interés en sus puntos de vista o su arte. No se siente afectada por las críticas de White a Suiza y sólo critica su tono. El guardia de prisión Knobel es el pequeño burgués que siempre se somete a las autoridades. Los amigos de Stiller -con excepción de un comunista- adoptaron valores conservadores.

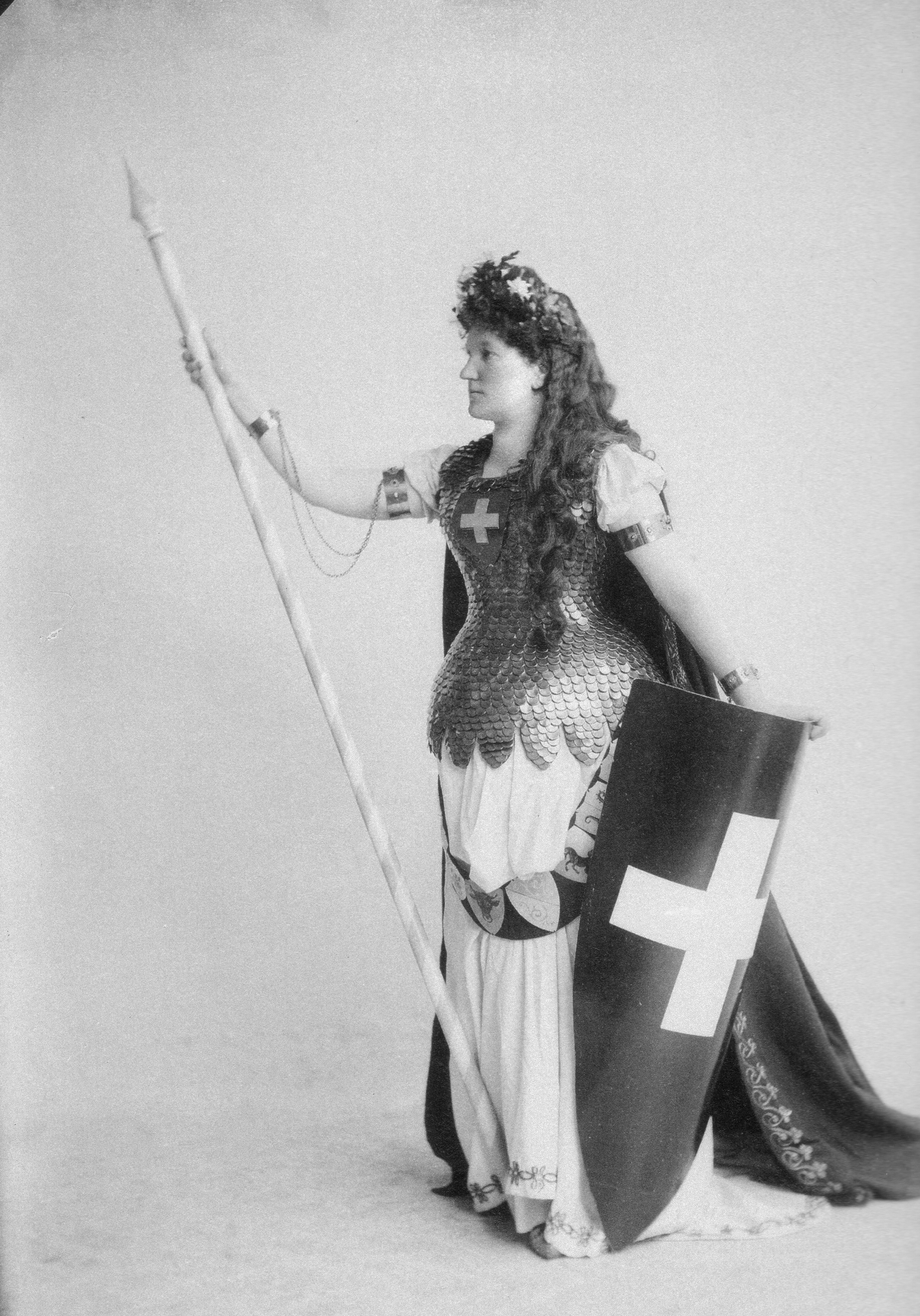
Johannes Meiner : Sra. Buck como Helvetia (fotografía, 1896)

Julika, por otro lado, identifica a Rüegg con la propia Suiza, casi como Helvetia, a la que a menudo se representa como una virgen distante. White ve una discrepancia entre su belleza externa y sus valores internos. Su visión del futuro de Suiza, tal como la expresó en su conversación con Rumpfenegger, corresponde a la esperanza en una Julika despierta y liberada de su insistencia en el pasado. Al final, ambos fracasan, White pierde la esperanza de cambiar la sociedad suiza, reconoce su papel como Stiller y como suizo, y finalmente no logra despertar a Julika como la Bella Durmiente. El propio Frisch, por el contrario, todavía no había perdido la esperanza de un “despertar” y un cambio en Suiza. Escribió su convicción en la novela con las palabras de White: "La historia no se detendrá, incluso si los suizos así lo desean". Dos meses después de la novela, publicó el polémico folleto Atención: Suiza.

## Influencias
En No soy Stiller se puede encontrar una gran cantidad de referencias intertextuales. Se hace referencia varias veces a la lectura de la Biblia por parte de White, de la que se toman motivos de la historia de la pasión y la prohibición de los retratos. La novela está precedida de forma destacada por dos lemas del libro de Søren Kierkegaard O lo uno o lo otro. Varios estudios consideran que la novela de Frisch está “impregnada de las ideas de Kierkegaard”. Helmut Naumann responde que Frisch no conocía al Kierkegaard original. Descubrió una similitud con su pensamiento, se acercó a algunos conceptos de Kierkegaard e insistió en sus propios puntos de vista sobre otros, como por ejemplo la "repetición". Sus personajes de la novela, Stiller y Rolf, también admiten abiertamente que no comprenden del todo a Kierkegaard.
Además de Kierkegaard, se hace referencia repetidamente a la influencia de C. G. Jung. Mientras estudiaba arquitectura, Frisch asistió a una conferencia de Jung sobre la psicología del inconsciente. En Stiller, muchas de las historias intercaladas, especialmente la historia de la cueva, pueden interpretarse en términos de psicología profunda. Según Walter Schmitz, Frisch cita en la novela las “etapas prescritas de un proceso de individuación en el sentido de la enseñanza junguiana”. Al igual que Jung, no se trata de una sola obra de Ludwig Klages, sino de toda su perspectiva, que generalmente estaba presente en Zúrich en la época de Frisch. En Klages se encuentra una comparación entre “cosa” e “imagen” que está relacionada con el problema de los retratos de Frisch (aunque Klages usó el término “imagen” exactamente de manera opuesta). La influencia de Albin Zollinger (en actitud lírica y forma narrativa de mosaico) y Bertolt Brecht (romper la ilusión, efecto de distanciamiento) también se puede detectar en toda la obra de Frisch.
Obras individuales de la literatura mundial fueron examinadas repetidamente como contraste para No soy Stiller. Wulf Köpke lee la novela como una parodia de La montaña mágica de Thomas Mann. La descripción del sanatorio de Davos debe entenderse sobre todo en el contexto del modelo de Mann, al que Frisch hace referencia explícita en la novela: “Ayer en Davos. Es exactamente como lo describió Thomas Mann”. Alois Wierlacher interpreta la novela como una parodia del Las penas del joven Werther de Goethe. Hans Bänziger compara a Stiller con Harry Haller de El lobo estepario de Hermann Hesse: “Dos extraños en el mundo burgués”. Beatrice von Matt relaciona a No soy Stiller con la novela Mattia Pascal de Pirandello. En ambos casos, los narradores en primera persona intentan en vano liberarse de sus vidas anteriores adoptando una nueva identidad.
Sin embargo, Frisch negó la influencia directa de muchas de las obras mencionadas, que ni siquiera había leído en el momento en que escribió No soa Stiller, aunque sus motivos podrían haber llegado a su obra de oídas. Específicamente, afirmó que había leído poco de Thomas Mann y que no había leído La montaña mágica en absoluto, “y sin embargo, difícilmente se pueden negar rastros de tal falta de lectura”. Leyó intensamente a otros escritores que influyeron en el tema (nombra a Georg Büchner, Gottfried Keller, Robert Walser, Franz Kafka, August Strindberg, León Tolstoi), pero los suprimió conscientemente mientras trabajaba para crear un espacio para sus propios escritos. Para Paola Albarella, la forma de trabajar de Frisch es precisamente no utilizar un texto concreto como hipotexto, sino jugar intertextualmente con un amplio trasfondo cultural del que emergen textos alternativos muy diferentes. En este sentido, Hans Mayer también menciona el tema actual de la novela: "Vida y literatura en la era de la reproducción".

## Precursores en la obra de Frisch
Antes de Stiller, Frisch ya había publicado dos novelas que recibieron poca atención en comparación con sus obras principales: Jürg Reinhart. Eine sommerliche Schicksalsfahrt (Jürg Reinhart. Un viaje de verano del destino) (1934) y J'adore ce qui me brûle o Los difíciles (1944, revisada en 1957 con cambio de título). Ambas giran en torno al mismo personaje principal, Jürg Reinhart, y ambas abordan (con respuestas diferentes) la pregunta central del joven Frisch: si ser artista podría conciliarse con una existencia de clase media y cómo hacerlo. En cierto modo, No soy Stiller puede verse como una continuación de esta serie, y su personaje principal puede equipararse a Reinhart. Además del aparente problema matrimonial en Los difíciles y No soy Stiller, en las novelas se pueden encontrar varias conexiones, desde el significado de los retratos, hasta la renuncia a la existencia del artista, pasando por la destrucción de las obras de arte, la visita del amante al estudio, ambos abortos, un disparo que no se dispara, hasta el intento o suicidio consumado de ambos personajes principales. Algunos de los pasajes líricos han sido retomados palabra por palabra, incluida la frase clave: “todo se repite, nada vuelve a nosotros”.
En su Diario de 1946-1949, Frisch formuló una serie de ideas que incorporó a su trabajo posterior, incluido No soy Stiller. En particular, un relato titulado Skizze, que aparece casi al final del diario, puede entenderse como una etapa preliminar de la novela. Un día, mientras pasea por el bosque, el abogado Heinrich Gottlieb Schinz, un miembro respetado de la sociedad, tiene una experiencia que le hace romper con su vida anterior. Schinz abandona el país, pierde sus papeles, vive bajo el nombre de otra persona y degenera cada vez más. A su regreso es arrestado, interrogado y finalmente condenado. Una vez ejecutada la sentencia, continúa viviendo exteriormente como parte de la sociedad, pero ha enmudecido. Aparte de muchos detalles (Schinz es un ciudadano, Stiller es un artista que ya está al margen de la sociedad, Schinz es una víctima de la arbitrariedad estatal, Stiller es precisamente una persona de la corrección estatal, Schinz al final es ejecutado, aunque sólo sea en sus sueños, Stiller es liberado) Skizze y No soy Stiller son dos desarrollos del mismo tema en su uso de símbolos psicológicos profundos, también se basan en la misma fuente y abordan la exploración del inconsciente.
La comedia Don Juan o El amor a la geometría, que se estrenó en mayo de 1953, está estrechamente relacionada con No soy Stiller en términos de tiempo y contenido. Ambas obras están basadas en la visita de Frisch a España en 1950, de la cual dejó constancia en el texto España - Primeras impresiones. Ambas obras tratan sobre la elección propia, la autoaceptación y los roles forzados. En ambas obras el conflicto es insoluble; un “desgarro de la existencia” no permite a las personas volver en sí mismas. Don Juan lleva el problema al nivel cómico; la comedia radica en las expectativas incumplidas del papel del espectador debido al nombre Don Juan. Pero en lugar de cumplir el papel de amante, héroe y mujeriego, y más tarde de asesino y padre, el protagonista sólo quiere una cosa: practicar la geometría pura. Walter Schmitz pone en juego otra encarnación de España: Stiller es el “antitipo moderno” de Don Juan como “Don Quijote suizo”. Ambos protagonistas se engañan a sí mismos o son engañados en su deseo de realizarse.
En 1953, Frisch creó la obra de radio Rip van Winkle, que ya contenía la forma básica de la novela, el arresto en la estación de tren, así como partes del primer y séptimo cuaderno
. El nombre de Stiller aquí sigue siendo Anatol Wadel, en lugar de aparecer como White, primero aparece sin nombre, luego se hace llamar Rip van Winkle (basado en la historia homónima de Washington Irving). Otros personajes también tienen nombres diferentes, el comprensivo fiscal permanece en el anonimato, su esposa y su relación con ambos son inexistentes. En el género radiofónico, Frisch tuvo que renunciar a la amplitud épica de la novela; la trama se presenta de forma más compacta, más clara y con menos ironía. Algunos elementos de la obra radiofónica se omiten en la versión novedosa, como por ejemplo la huelga de hambre de Wadel, mientras que otros han sido víctimas de la forma del diario, que impone la unidad del espacio. El final de la obra radiofónica, con Wadel casi estrangulando a su esposa después de conocerse el veredicto, es sólo un impulso interno en la novela. Frisch ha eliminado interpretaciones demasiado claras, en particular la identidad del detenido y del desaparecido, lo que demuestra su intención de cifrar la novela y mantener al lector en vilo. Su estilo refinado y su mayor uso de la ironía crean más ambigüedad, como si Frisch quisiera evitar que la novela se interpretara de manera demasiado simple.

## Historia de la creación y publicación

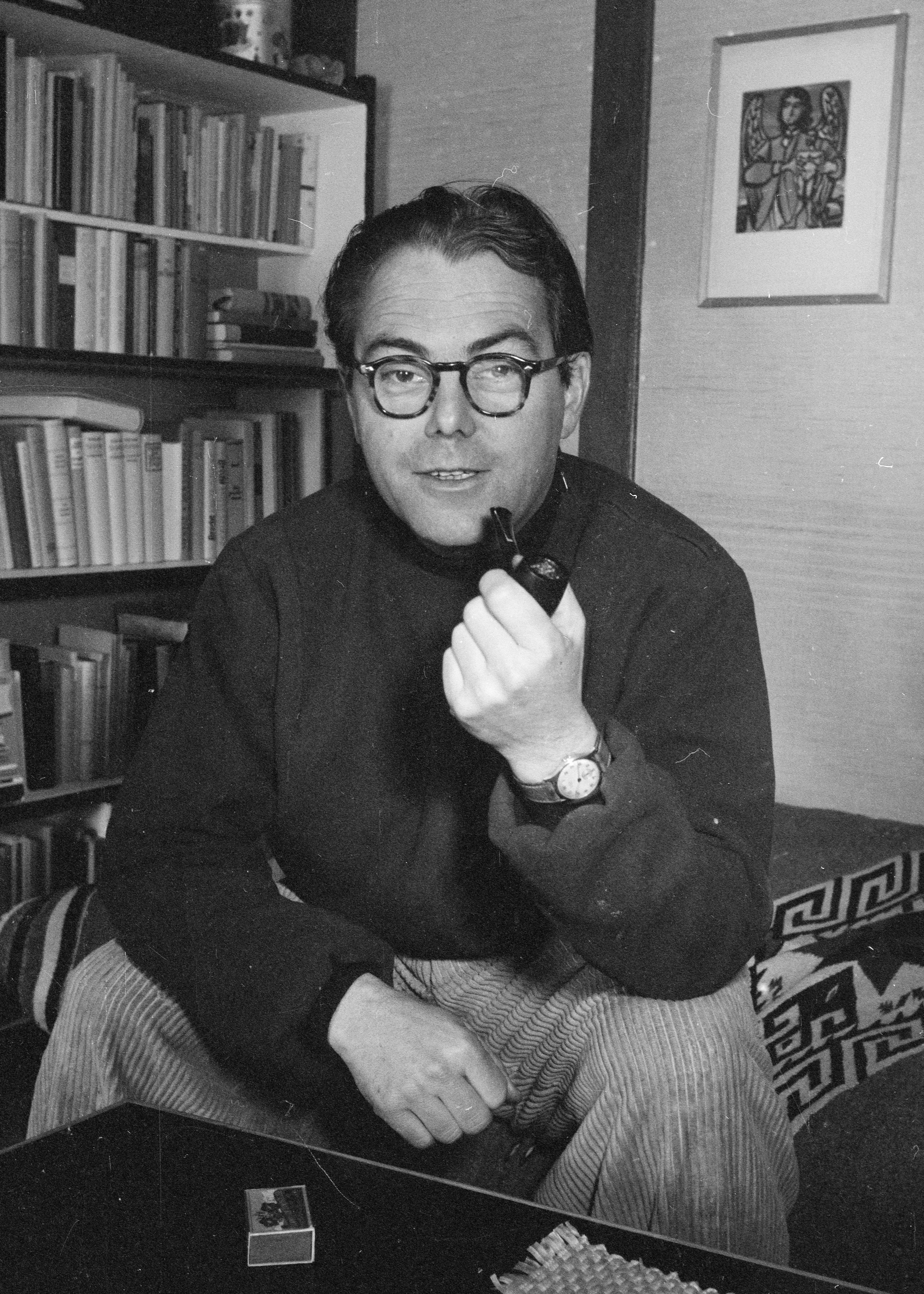
Max Frisch, 1955

Una beca de la Fundación Rockefeller permitió a Frisch pasar un año en Estados Unidos a partir de abril de 1951, lo que resultó ser formativo para sus trabajos posteriores, especialmente las novelas No soy Stiller y Homo Faber. Frisch viajó a Nueva York, Chicago, San Francisco, Los Ángeles y México y estuvo trabajando en una novela llamada ¿Qué haces con el amor? Planeado para ser un precursor temprano de No soy Stiller. Frisch comentó en retrospectiva: “Estuve en Estados Unidos durante un año y, como tenía una beca, sentí que tenía que trabajar duro. Escribí seiscientas páginas, que fracasaron." Dejó la novela a un lado y en su lugar escribió la comedia Don Juan, o El amor de la geometría, en el invierno y la primavera de 1952.
El manuscrito inacabado ya contenía la relación entre Stiller y Sibylle, la historia de las cuevas y muchas notas de viaje, algunas de las cuales se publicaron en artículos destacados. Pero Frisch juzgó: “Lo crucial es que la idea de No soy Stiller (de que escribiría estas notas tal como están ahora) aún no existía; En realidad, solo había material sin el significado del libro”. Utilizando la historia de la cueva como ejemplo, Frisch describió cómo dramatizó su propia visita al Parque nacional de las Cavernas de Carlsbad en una historia. Más tarde, necesitaba una historia para la novela que Stiller le contaría a su captor, por lo que recurrió al relato de la cueva. Llegó incluso tan lejos que al escribir el libro no partió en absoluto del tema, sino del material narrativo y, más bien por casualidad, ideó el marco argumental a través del cual se podía desarrollar: “Sólo cuando se imprimió el libro y se mencionó la «identidad», me vino a la mente la palabra, que no se menciona en ninguna parte del libro." Así que no procesó conocimientos sobre el tema, sino que partió de su propia experiencia: “Eso significa que escribo para sobrevivir, escribo para aclarar, escribo para expresarme”. Su impulso era “el instinto de jugar y de autodefensa, es decir, de desterrar a los fantasmas de la pared.
No fue hasta agosto de 1953 que Frisch comunicó a Peter Suhrkamp que había reanudado su trabajo en la novela: “Es el tema que me ha ocupado una y otra vez durante mucho tiempo, pero ha cambiado, se han ido añadiendo pasos”. Frisch debió haber comenzado a trabajar nuevamente a principios de 1953, pero primero convirtió el material en la obra de radio Rip van Winkle, que se transmitió originalmente en junio de 1953. Frisch completó el primer manuscrito de la novela en marzo y abril de 1954 durante un retiro de trabajo de seis semanas en Montreux. Luego revisó algunos pasajes más, especialmente el epílogo, que reescribió en otro retiro en Oberiberg en junio de ese año. La última frase de la novela, una cita de Lenz  deGeorg Büchner, se mantuvo sin cambios en todo momento. Sin embargo, sólo añadió la famosa primera frase "No soy Stiller" al corregir las pruebas. Las primeras preimpresiones de la novela aparecieron en el otoño de 1954 y Suhrkamp Verlag publicó el libro en octubre. El texto mecanografiado aún sin corregir que Frisch envió a la editorial se puede ver en una exposición permanente en el Museo de Literatura Moderna.
En la República Democrática Alemana, se planeó publicar No soy Stiller en 1962, la primera de las obras de Frisch, en la editorial Volk und Welt. Sin embargo, después de muchas discusiones, la Comisión Ideológica del Comité Central, encabezada por Kurt Hager, vetó el evento y prohibió su aparición sin justificación explícita. Los puntos de crítica discutidos anteriormente abarcaron desde los lemas de Kierkegaard, el tema existencial, el juego de posibilidades (en contradicción con el realismo socialista), la incapacidad de Stiller para disparar contra los fascistas en la guerra civil española, la descripción negativa de los comunistas como "limitados, testarudos y dogmáticos", la implicación soviética en el asesinato de Willi Münzenberg hasta el epílogo planeado por el incómodo Hans Mayer. Después de la prohibición, Frisch sólo podía publicarse con precaución en la RDA. Después de otros trabajos anteriores, la novela no apareció hasta 1975.

## Recepción
Un estudio de 37 revistas contemporáneas (publicadas entre octubre de 1954 y mediados de 1956) llega a la conclusión de que los elogios en la prensa en Alemania fueron casi unánimes (64 % muy positivo, 24% limitadamente positivo), mientras que en Suiza prevaleció el rechazo (75 % negativo, 25 % limitadamente positivo). Tres cuartas partes de las reseñas suizas basan su valoración en el carácter del personaje principal. En particular, también existía una conexión con las críticas de Stiller a Suiza. Mientras que a los críticos alemanes les hizo gracia, los críticos suizos reaccionaron con ira. Hans Trümpy, por ejemplo, inició su reseña en el Glarner Nachrichten con esta confesión: "Quien me insulta a Suiza, la perdió conmigo".
Los himnos de alabanza ejemplares en la prensa alemana proceden de Rino Sander en Die Welt (“Por fin otra gran novela en lengua alemana”) y de Rudolf Goldschmitt en el Stuttgarter Zeitung (“dondequiera que hables de los logros de la narración moderna, fuera de Proust y Joyce, además de Mann y Musil... también hay que mencionar a No soy Stiller "), Thilo Koch en Die Zeit ("la primera obra maestra de Frisch"), Friedrich Luft en Neue Zeitung ("tan inspirador, tan revelador, tan hermoso de leer") y Franz Schonauer en el Deutsche Zeitung ("Esta novela es una gran obra, excelente porque la conciencia moderna ha encontrado aquí su expresión lingüística").
No soy Stiller fue el gran avance de Frisch como escritor. Fue su primer libro, que a lo largo de los años alcanzó millones de ejemplares, fue traducido a numerosos idiomas y sentó las bases de la reputación literaria de Frisch en todo el mundo. La obra recibió en 1954/55 el premio Schiller de la Fundación Schiller suiza y el premio Wilhelm Raabe de la ciudad de Braunschweig, aunque hubo disputas entre bastidores sobre este último. Karl Hoppe, miembro del jurado, criticó el libro calificándolo de “obra muy barata”. Eduard Justi, su rector en la Universidad Técnica de Brunswick, presentó una objeción oficial basada en una sentencia de Hermann Pong, según la cual nadie hablaría en dos años de No soy Stiller, cuyo protagonista tenía la “rigurosidad de un neurótico obsesivo-compulsivo” y resentimiento hacia su país de origen. Tres años más tarde, Frisch se convirtió en el primer extranjero en recibir el Premio Georg Büchner.
Para Frisch, el gran éxito del libro también le trajo seguridad financiera. Dio el paso con el que había luchado desde el comienzo de su carrera literaria: abandonó por completo su existencia de clase media, vendió su estudio de arquitectura, abandonó a su esposa Gertrud Frisch-von Meyenburg y a sus hijos y se mudó a su propio apartamento en Männedorf, donde quería dedicarse exclusivamente a la escritura.
No sólo para el autor, sino también para la todavía joven Suhrkamp Verlag, No soy Stiller fue el primer libro que alcanzó una tirada de millones (incluidas las ediciones de bolsillo y del club de lectura). Con motivo del cincuentenario de la primera edición, Suhrkamp Verlag publicó en septiembre de 2004 una edición cuyo aspecto se basaba en la edición original de 1954. No soy Stiller fue incluido en la biblioteca de Die Zeit de los 100 libros. El libro es también uno de los “clásicos de la lectura escolar”.
Incluso después de algún tiempo, en 2005, Marcel Reich-Ranicki consideró que a No soy Stiller “valía la pena leerlo”. Volker Hage recomienda “leer la novela de la manera más imparcial posible” para descubrir cosas diferentes a las muchas interpretaciones que circulan. Para Jochen Hieber, el “homenaje […] al tiempo” (como la palabrería y la rigidez en relación con los roles de género) sigue siendo pequeño; la novela se ha “salvado a sí misma en la esfera de la atemporalidad literaria”. Refiriéndose a la afirmación de Friedrich Dürrenmatt de que Frisch ha “hecho su caso en el mundo”, juzga: “Todo lector para quien su propio caso es un mundo se encontrará en 'Stiller'. Hace treinta y tres era diferente de lo que es hoy”. Roman Bucheli lo ve de otra manera, ya que considera que el problema básico de la imposibilidad de una vida auténtica es comparativamente “simple” y anticuado en términos de novedad y urgencia en comparación con los años cincuenta. Para él, la novela en su conjunto está demasiado “redactada en la mesa de dibujo”.
La novela de Frisch también influyó en otros autores. Por ejemplo, el punto de partida de la historia de espías Das Verhör des Harry Wind (1962) de Walter Matthias Diggelmann es idéntico; en Aber den Kirschbaum, den gibt es (1975) del mismo autor, la evasión hacia la ficción se convierte en un medio de autodescubrimiento. En Verwandlungskünste (1967) y Lauter falsche Pässe (1971), Marioszenessy se refiere a Stiller (en la primera novela se refiere explícitamente a la historia de la cueva). En 1998, cuando Suiza fue presentada como país invitado en la Feria del Libro de Fráncfort, Andreas Isenschmid escuchó “un viejo tono extrañamente familiar, que resonaba en todas direcciones” en los libros de una joven generación de escritores suizos como Ruth Schweikert, Daniel de Roulet, Silvio Huonder y Peter Stamm y, a menudo, casi página tras página, extraños ecos de No soy Stiller de Max Frisch”.

## Adaptaciones
No soy Stiller ha sido adaptado varias veces para el escenario, por ejemplo en 2004 por Andrea Schwieter bajo la dirección de Lars-Ole Walburg en el Teatro de Basilea, en 2010 por Heike M. Goetze y Simon Helbling en el Schauspielhaus Zúrich, en 2013 por Andreas Karlaganis, Tina Lanik y Mervyn Millar con Handspring Puppet Company en el Residenztheater Múnich, en 2016 por Reto Finger dirigida por Eric de Vroedt en el Schauspielhaus Bochum y en 2023 de Deborah Epstein en el Orquesta del Teatro Biel Solothurn.
En 2005, Ulrich Matthes leyó una versión abreviada en audiolibro de la novela. En 2011, Norddeutscher Rundfunk produjo una obra de radio basada en la novela. Dirigida por Norbert Schaeffer, intervinieron Samuel Weiss (Stiller/White), Andreas Krämer (Bohnenblust), Hans Rudolf Twerenbold (Knobel), Michael Neuenschwander (fiscal), Karin Pfammatter (Julika) y Sybille Wahnschaffe (Sibylle).
En diciembre de 2023 tuvo lugar el rodaje de una coproducción cinematográfica con SRF y Bayerischer Rundfunk. Dirigida por Stefan Haupt, la película está protagonizada por Albrecht Schuch (Stiller/White), Paula Beer (Julika), Max Simonischek (el fiscal Rolf), Marie Leuenberger (Sibylle), Stefan Kurt (el defensor público Bohnenblust) y Sven Schelker (el joven Anatol Stiller).